# Дулатський сільський округ
Дула́тський сільський округ (каз. Дулат ауылдық округі, рос. Дулатский сельский округ) — адміністративна одиниця у складі Шуського району Жамбильської області Казахстану. Адміністративний центр — село Байдібек.
Населення — 1280 осіб (2021; 1193 у 2009, 1446 у 1999, 1513 у 1989).
Станом на 1989 рік існувала Андрієвська сільська рада (села Актасти, Андрієвка, Кірово). 1997 року Андрієвський сільський округ був приєднаний до складу Дулатського сільський округ, однак 2001 року округи були розділені, при цьому колишній Дулатський сільський округ отримав назву Балуан-Шолацького, а колишній Андрієвський сільський округ став Дулатським. Село Актасти було ліквідовано 2019 року.

## Склад
До складу округу входять такі населені пункти:
| Населений пункт | Старі назви | Населення, осіб (1989) | Населення, осіб (1999) | Населення, осіб (2009) | Населення, осіб (2021) |
| --------------- | ----------- | ---------------------- | ---------------------- | ---------------------- | ---------------------- |
| Байдібек, село  | Кірово      | 800                    | 640                    | 653                    | 636                    |
| Болтірік, село  | Андрієвка   | 383                    | 612                    | 334                    | 644                    |
| --Актасти, село | -           | 330                    | 194                    | 206                    | -                      |